# Coenochilus agymsibanus
Coenochilus agymsibanus är en skalbaggsart som beskrevs av Achille Raffray 1877. Coenochilus agymsibanus ingår i släktet Coenochilus och familjen Cetoniidae. Inga underarter finns listade i Catalogue of Life.